# TVR Vixen
Les TVR Vixen sont des voitures de sport qui furent fabriquées, conçues et construites par TVR à Blackpool, en Angleterre, de 1967 à 1973. Équipées d'un moteur Ford Kent, elles succédèrent aux TVR Grantura.

## Vixen S1 (1967) - (1968)
La TVR Vixen S1 est la 3e gamme de modèles construite par TVR, de 1967 à 1968. La S1 sera produite en 117 exemplaires.
Autres motorisations étaient disponibles :
BMC B-Series 4 cyl. en ligne de 1798 cm³ (95 ch)

## Vixen S2 (1968) - (1970)
La TVR Vixen S2 est l'évolution de la S1. Elle fut construite par TVR, de 1968 à 1970. La S2 sera produite en 438 exemplaires.

## Vixen S3 (1970) - (1972)
La TVR Vixen S3 est l'évolution de la S2. Elle fut construite par TVR, de 1970 à 1972. La S3 sera produite en 168 exemplaires.

## Vixen S4 (1972) - (1973)
La TVR Vixen S4 est l'évolution de la S3. Elle fut construite par TVR, de 1972 à 1973. La S4 sera produite en seulement 23 exemplaires.